# تاريخ الكتابة في فيتنام

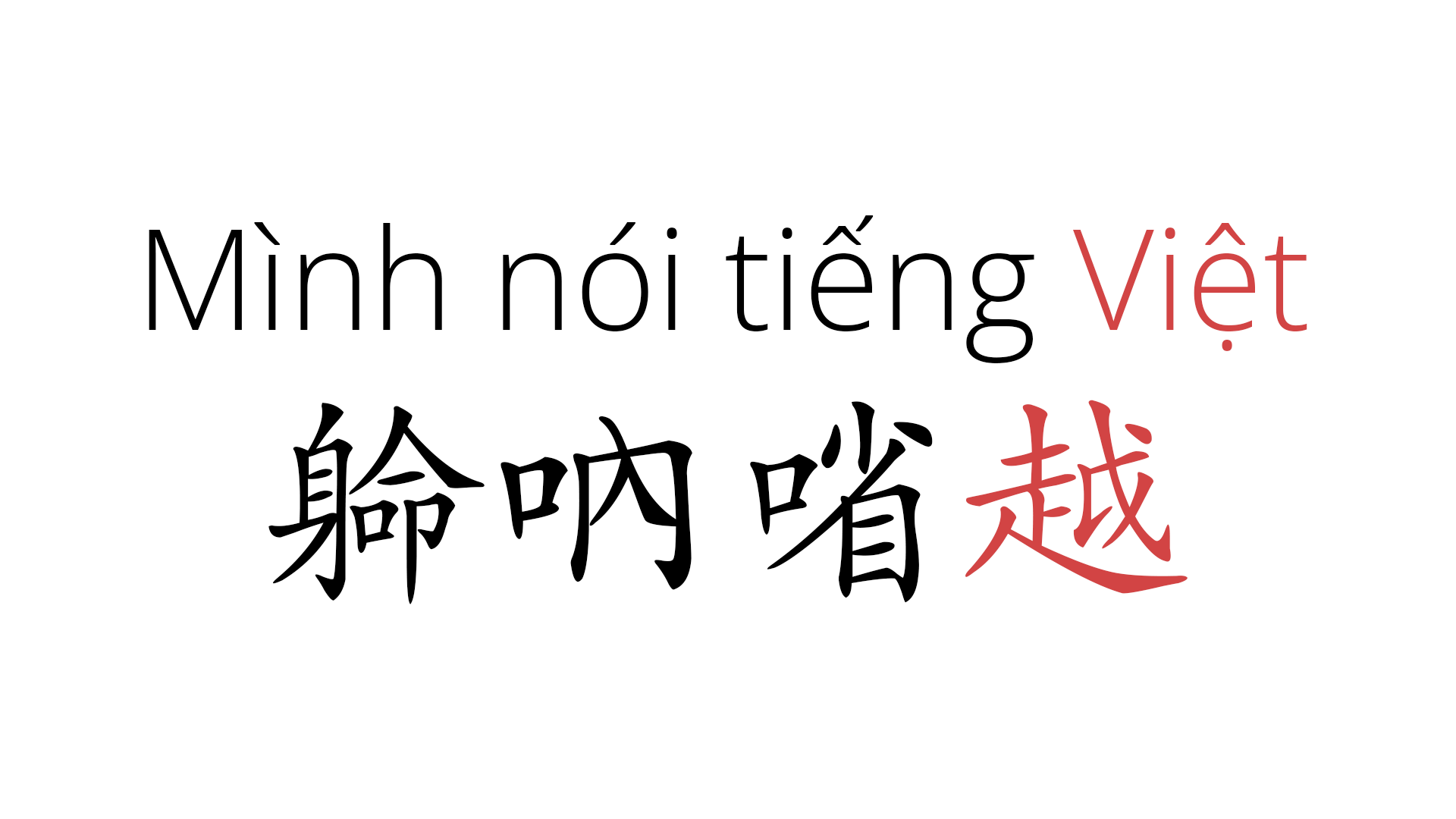
جملة "أنا أتحدث اللغة الفيتنامية " (بالفيتنامية: Tôi nói tiếng Việt Nam و بالصينية: 碎呐㗂越南) مكتوبة بالخط اللاتيني المستخدمة حاليًا (الأبجدية الفيتنامية) أو مكتوبة بنصوص مختلطة من نظام الكتابة تشو هان (الأحرف الصينية) ومعظمها بنظام الكتابة تشو نوم (تحته خط)

خلال العصور القديمة، كان أسلاف الفيتناميين يُعتبرون أشخاصًا يتحدثون باللغة بروتو-أسترو آسيوية (يُطلق عليها أيضًا باللغة بروتو مون-خميرية)، وربما يرجع تاريخهم إلى ثقافة دونج سون القديمة قبل أن يتحولوا من قبل الحكم الشمالي. فحصل التفاعل التاريخي بين الشماليين (أي الصينين) والجنوبيين (الفيتناميين) هو خيط مشترك في التسلسل الزمني التاريخي الفيتنامي المحلي. يصف اللغويون المعاصرون الفيتناميين بأنهم فقدوا العديد من السمات الصوتية والمورفولوجية في اللغة الأسترو آسيوية التي تحدث بها الفيتناميون الأصليون منذ إستطانهم هذه المنطقة، ويلاحظ بشكل خاص في الفصل اللغوي بين الفيتناميين والميونج منذ ألف عام. قبل إدخال نظام الكتابة الفيتنامي على الطريقة الصينية، كانت اللغة الفيتنامية لغة منطوقة فقط أي لكن لم تكن هناك لغة مكتوبة حتى عام 111 قبل الميلاد. حتّى بداية القرن العشرين، وثائق الأدب الفيتنامي، وكذلك حكومية وعلمية ودينية (طاوية، كونفوشيوسية، بوذية)، تم كتابة اللوحات وعلامات المعبد بـ الصينية الكلاسيكية (بالفيتنامية: cổ văn وتكتب بالصينية 古文 أو văn ngôn وتكتب بالصينية 文言)، باستخدام الأحرف الصينية أو نظام كتابة تشو -هان. وقد تم ذلك منذ عام 111 قبل الميلاد على الأقل.
منذ وقت مبكر من القرن الثامن الميلادي، تمت كتابة الروايات والشعر في الفيتنامية أيضًا بنظام كتابة تشو نوم وهو يعد فترة انتقالية قبل إختراع اللغة الفيتنامية، والذي استخدام الأحرف الصينية التشو هان لـ المفردات الصينية الفيتنامية ومجموعة مكيّفة من الأحرف للمفردات الأصلية مع التقريبات الفيتنامية من نطق اللغة الصينية الوسطى.
و مع الاثنان تعايشت المخطوطات حتى الغزو الفرنسي لشبه جزيرة الهند الصينية فتحولت الكتابة من الشكل التشو نوم وأصبحت الأبجدية اللاتينية المعروفة بأسم تشو كويك نجو أو الكتابة الوطنية الفيتنامية تدريجيًا هي اللغة الوسيطة المكتوبة لكل من الأدب الحكومي والشعبي حتّى عصرنا هذا.

## المصطلحات
- نظام كتابة التشو هان (بالصينية: 𡨸 漢) وتعني حرفياً «كلمات هان» وتعطي نفس المعنى مع كلمة هان تو
- نظام كتابة هان تو (بالصينية: 漢字) وتعني حرفياً «أحرف / كلمات هان»؛ تُنطق أيضًا باسم هانتزي في اللغة الصينية القياسية، وهانغا في الكورية، والكناغي في اليابانية. وتعني الأحرف الصينية.
- نظام كتابة هان فين (بالصينية: 漢文) وتعني «نص هان» أو «أدب هان»، وتُنطق أيضًا باسم هانوين في الصينية القياسية، وهانمون في الكورية، وكانبون في اليابانية. وتعني بالعربية الصينية الكلاسيكية.
- تظام كتابة تشو نو (بالصينية: 𡨸儒) وتعني بالعربية «كلمات الكونفوشيوسية».[7][8][9]

الكتابة الكلمات الفيتنامية تشو (بالصينية: 𡨸) والتي تعني (حرف أو نص أو كتابة أو رمز) وهي مشتقة من النطق الصيني الأوسط لـكلمة تشي 字 (وتنطق لغة الماندرين الصينية الحديثة وتكتب بالبينين: zì)، والتي تعني «رمز».
الصينية الفيتنامية (بالفيتنامية: từ Hán Việt والصينية: 詞 漢 越 «و التي تعني حرفياً الكلمات الفيتنامية المكتوبة بالأحرف الصينية») وتشير إلى مرادفات أو المصطلحات المستعارة من الصينية إلى اللغة الفيتنامية، وعادة ما تحافظ على علم الأصوات للصينية الأصلية. بالنسبة إلى بناء الجملة والمفردات لم تكن هذه اللغة الفيتنامية الصينية مختلفة عن الصينية في بكين من اللغة الإنجليزية اللاتينية في العصور الوسطى كانت مختلفة عن اللاتينية في روما.
المصطلح تشو نوم (بالصينية: 𡨸喃 وتعني بالعربية «الأحرف الجنوبية») يشير إلى نظام النسخ أو الكتابة السابق للنصوص الفيتنامية بالأحرف الصينية الوسطي والمكتوبة باستخدام مزيج من الأحرف الصينية الأصلية والمُصاغة محليًا فالأحرف النوم المحلية الجنوبية ليس لها وجود باللغة الصينية لتمثيل الأصوات الفيتنامية صوتيًا.
"ومع ذلك، فإن مجموعة الأحرف تشو نوم كانت واسعة، وتحتوي على ما يصل إلى 37 ألف حرف ورمز مسجل، والعديد منها ذو مظهر تعسفي في التركيب وغير متسق في النطق. .
المصطلح هان نوم بالصينية: 漢 喃«و تعني أحرف هان والأحرف الجنوبية») قد تعني كلاً من نظامي الكتابة الهان والتشي نوم معًا كما في اختصاص البحث في معهد هانوي، أو تشير إلى النصوص التي مكتوبة بمزيج من الهان والنوم في الوقت نفسه، أو بعض نصوص الهان بترجمات نوم المتوازية. هناك تداخل إملائي كبير بين النظامين بحيث يتم استخدام نظام النوم والعديد من الأحرف في كل من الهان والنوم مع نفس القراءة. قد يكون من الأسهل اعتبار نظام الهان امتدادًا فيتناميًا لرموز هان.
أما بالنسبة للنظام المُحدث المعروف بأسم تشو كويك نجو أو الكتابة الوطنية الفيتنامية (بالصينية: 𡨸國語) وهو عبارة عن رومنة الكتابة الفيتنامية بالأحرف الصينية ولقد ظهر مع الإحتلال الفرنسي والبريطاني للمنطقة وظل مستخدماً حتي عصرنا الحالي.